# Johann Philipp Palm

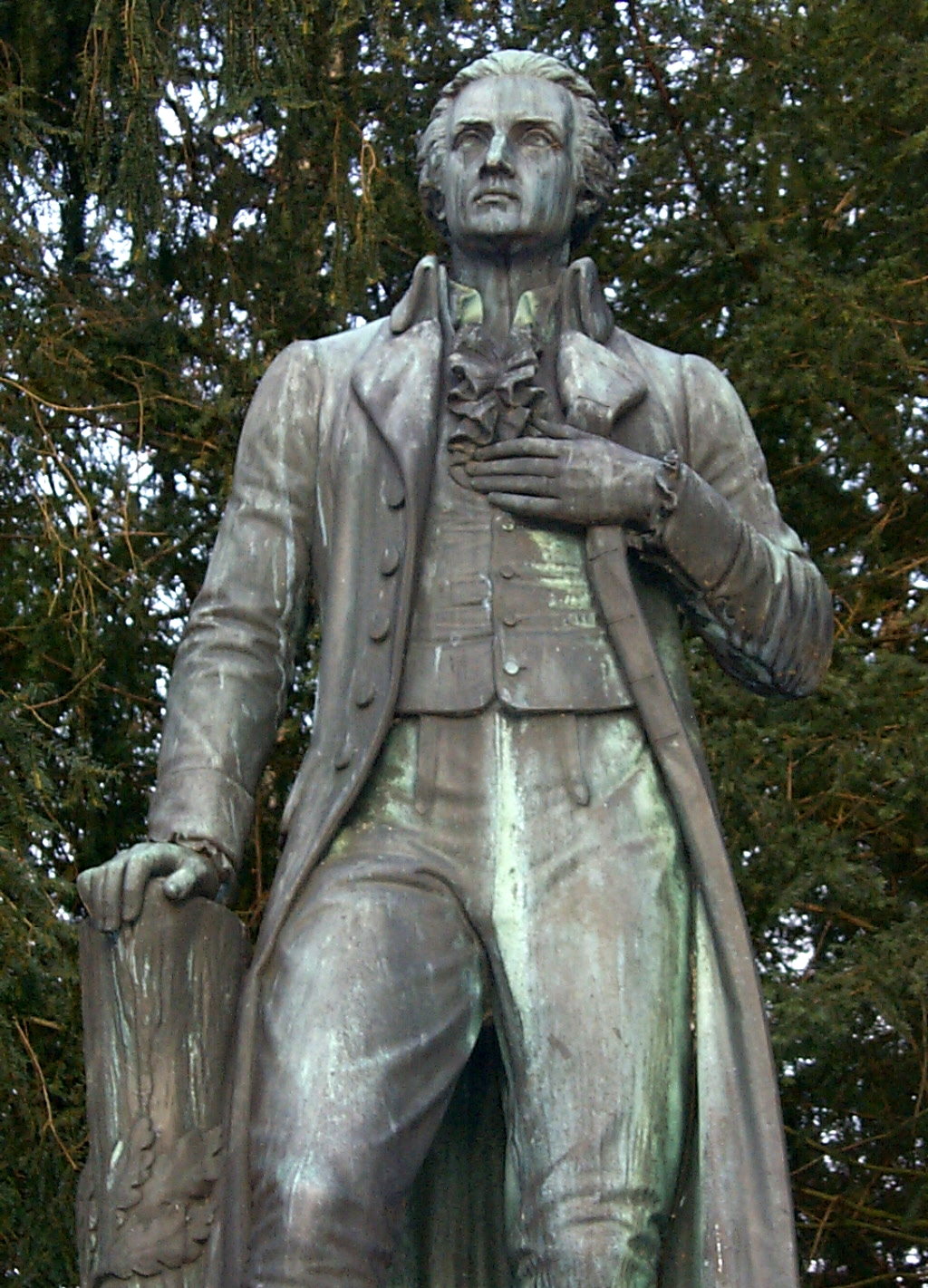
Johann Philipp Palm, staty utförd av Konrad Koll, Palmpark, Braunau am Inn

Johann Philipp Palm, född 18 december 1766 i Schorndorf, död (avrättad) 26 augusti 1806 i Braunau am Inn) var en tysk-österrikisk författare och motståndsman. Han var ursprungligen bokhandlare i Nürnberg i dåvarande Kungariket Bayern. Han startade senare även ett förlag med ett tillhörande tryckeri.

## Dödsdömd av ockupationsmakten
I mars 1806 ockuperades Nürnberg av kejsar Napoleon I:s trupper. Dessa trupper plundrade staden och våldtog kvinnor. Detta fick Palm att utge en 144 sidor lång antifransk pamflett, Deutschland in seiner tiefen Erniedrigung ("Tyskland i sin djupa förnedring").
Efter att pamfletten nått ut till befolkningen, nådde den även den franska ockupationsmakten, som hade vissa svårigheter att lokalisera dess upphovsman, som bland annat hade smädat Napoleon personligen. Men vid en husrannsakan den 28 juli hittade fransmännen vissa spår. Efter en mera noggrann husrannsakan den 4 augusti fördes Johann Philipp Palm till Augsburg där franska officerare dömde honom till döden. Han hängdes i den lilla byn Braunau am Inn den 26 augusti 1806 och efterlämnade hustrun Anna Barbara, (född Stein) samt barnen Anna Maria (10 år), Johann Wolfgang Philipp Hans (7 år) samt Anna Sophie (5 år).

## 83 år senare
Adolf Hitler föddes den 20 april 1889 i samma lilla by där Johann Philipp Palm hade blivit avrättad. Med detta faktum inleder Hitler första delen av Mein Kampf. I första boken, första kapitlet ("I föräldrahemmet"), första sidan och som första mening inleds (och fortsätter med i detta sammanhang oväsentliga utläggningar, emellertid innehåller citatet endast text från sidan 1)
| ”                                              | Numera förefaller det mig som ett ödets ironi, att jag råkade födas just i Braunau am Inn, ty denna lilla stad... ...För mer än hundra år sedan fick denna oansenliga avkrok - som skådeplats för en tragisk olycka, vilken grep hela den tyska nationen... ...I en tid av vårt fosterlands djupaste förnedring föll där även i olyckan högt älskade Tyskland bokhandlaren Johannes Palm från Nürnberg, förstockad nationalist och franskhatare. | „ |
| – Adolf Hitler 1924 från fängelset i Landsberg | |   |

Det kan inte uteslutas att Hitler, i Landsbergs fängelse, minns fel angående Palms förnamn. Det är å andra sidan inte uteslutet att han normalt kallades "Johannes" i stället för "Johann".